# 艾因塔里克區
35°46′N 1°7′E / 35.767°N 1.117°E
艾因塔里克區（阿拉伯语：‎），是阿爾及利亞的行政區，位於該國西北部，由埃利贊省負責管轄，首府設於艾因塔里克，面積322平方公里，2002年人口19,160，人口密度每平方公里60人。